# Горнерові

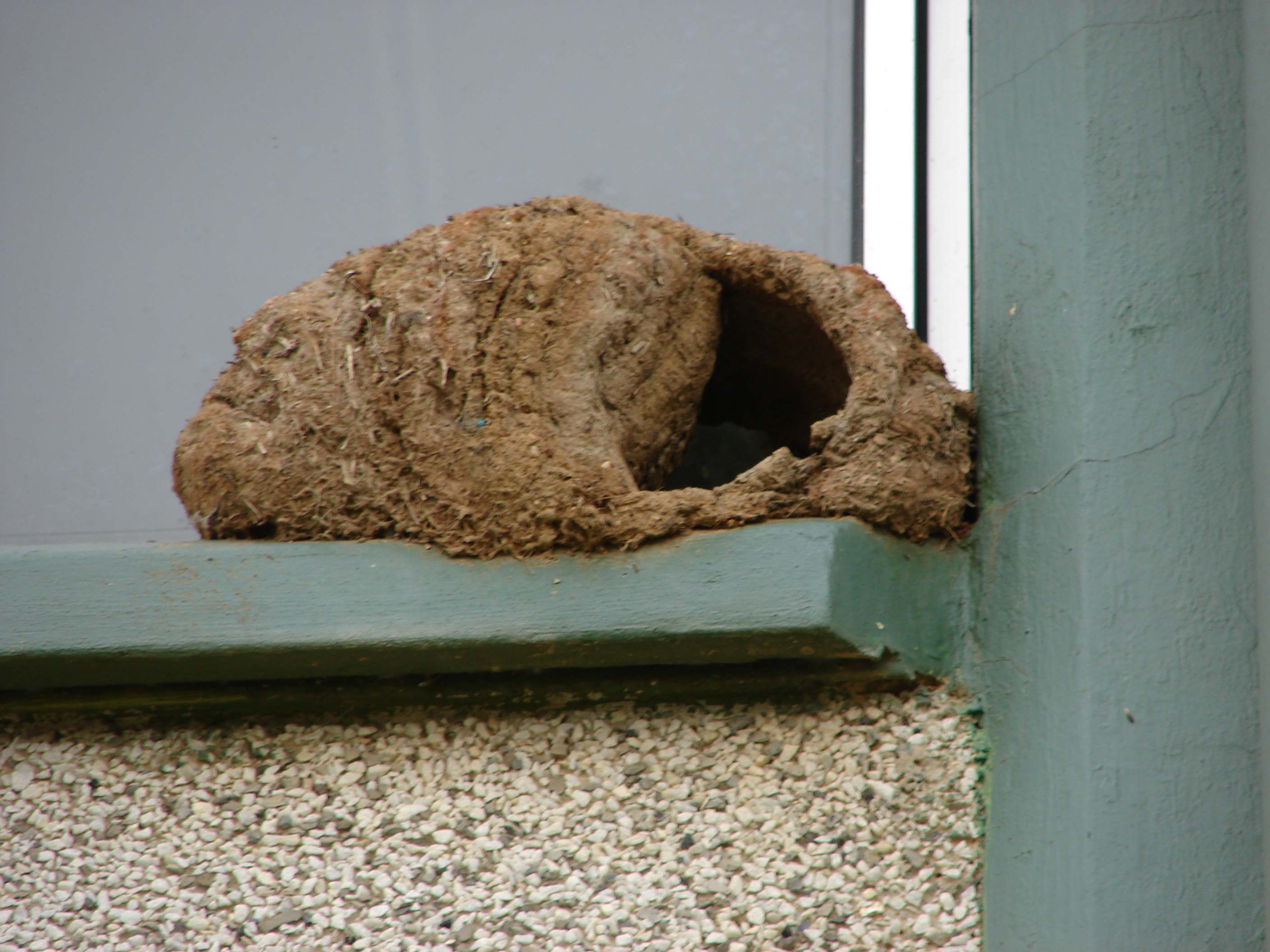
Гніздо Furnarius rufus

Горнерові, пічникові (Furnariidae) — родина горобцеподібних птахів.
Довжина тіла 12—28 см. Оперення частіше буре або руде, схоже у самців і самиць. Поширені від Центральної Мексики до півдня Чилі і Аргентини. Мешкають в лісах, пампасах, по берегах річок і морів. Гніздяться в норах, дуплах, розколинах скель або будують криті гнізда на деревах; деякі ліплять масивні закриті гнізда з глини (звідси назва). Яйця білі або блакитні. Насиджують 15—20 діб.
Живляться комахами, рачками, павуками, деякі види — насінням.

## Класифікація
Підродина: Sclerurinae
- Рід Geositta (11 видів) — землекоп
- Рід Sclerurus (5 видів) — листовик

Підродина: Dendrocolaptinae — дереволазні
- Триба: Sittasomini
  - Рід Dendrocincla (6 видів) — грімпар
  - Рід Deconychura — дереволаз-довгохвіст
  - Рід Sittasomus — оливковий дереволаз
  - Рід Certhiasomus
- Триба: Dendrocolaptini
  - Рід Glyphorynchus — дереволаз-долотодзьоб
  - Рід Nasica — білогорлий дереволаз
  - Рід Dendrexetastes — світлодзьобий дереволаз
  - Рід Dendrocolaptes (5 видів) — дереволаз
  - Рід Hylexetastes (2-4 види) — дереволаз-червонодзьоб
  - Рід Xiphocolaptes (4 види) — дереволаз-міцнодзьоб
  - Рід Dendroplex (2 види)
  - Рід Xiphorhynchus (приблизно 15 видів) — кокоа
  - Рід Lepidocolaptes (7 видів) — перлистий дереволаз
  - Рід Drymornis — дереволаз-шабледзьоб
  - Рід Drymotoxeres
  - Рід Campylorhamphus (4 види) — дереволаз-серподзьоб

Підродина: Furnariinae
- Рід: Xenops (3 види) — піколезна
- Рід Berlepschia — пальмолаз
- Триба Pygarrhichini
  - Рід Pygarrhichas — амурадо
  - Рід Microxenops
  - Рід Ochetorhynchus (2 види колись включали в Upucerthia)
- Триба Furnariini
  - Рід Pseudocolaptes (2 види) — ковальчик
  - Рід Premnornis — золотавий гострохвіст
  - Рід Tarphonomus — (новий рід для 2 видів колись включав в Upucerthia)
  - Рід Geocerthia
  - Рід Upucerthia (5 видів) — землелаз
  - Рід Cinclodes (приблизно 12 видів) — трясохвіст
  - Рід Furnarius (6 видів) — горнеро
  - Рід Lochmias — потічник
  - Рід Phleocryptes — ротакоа
  - Рід Limnornis — очеретник
- Триба Philydorini
  - Рід Megaxenops — велика піколезна
  - Рід Anabazenops (2 види) — філідор-великодзьоб
  - Рід Ancistrops — смугастобокий тікотіко
  - Рід Cichlocolaptes — світлобровий філідор
  - Рід Heliobletus — парагвайська піколезна
  - Рід Philydor (7 видів) — філідор
  - Рід Anabacerthia (5 видів) — тікотіко
  - Рід Syndactyla (8 видів) — чагарниковий філідор
  - Рід Clibanornis — бамбуковий м'якохвіст
  - Рід Hylocryptus (2 види) — рудий філідор
  - Рід Thripadectes (7 видів) — птах-гончар
  - Рід Hyloctistes — рископерий філідор
  - Рід Automolus (8-9 видів) — філідор-лісовик
- Триба Synallaxini
  - Рід Margarornis (4 види) — щетинкохвіст
  - Рід Premnoplex (2 види) — гострохвіст
  - Рід Aphrastura (2 види) — раядито
  - Рід Leptasthenura (10 видів) — сікора
  - Рід Pseudoseisura (4 види) — качолота
  - Рід Spartonoica — коричневоголова сікора
  - Рід Sylviorthorhynchus — тієрал
  - Рід Asthenes (27 видів) — канастеро
  - Рід Pseudasthenes (4 види, нещодавно описані)
  - Рід Certhiaxis (2 види) — мочарник
  - Рід Schoeniophylax — периліо
  - Рід Synallaxis (приблизно 30-35 видів) — пію
  - Рід Poecilurus (3 види)
  - Рід Hellmayrea — білобровий пію
  - Рід Cranioleuca (20 видів) — курутія
  - Рід Limnoctites — прямодзьобий очеретник
  - Рід Roraimia — рораїмія
  - Рід Thripophaga (4 види) — кошикороб
  - Рід Phacellodomus (9 видів) — м'якохвіст
  - Рід Anumbius — анумбі
  - Рід Coryphistera — чубатий анумбі
  - Рід Siptornis — гончар-білобровець
  - Рід Metopothrix — жовтощок
  - Рід Xenerpestes (2 види) — сірохвіст
  - Рід Acrobatornis — сірий кошикороб